# Toni Acosta
Toni Acosta (La Orotava, 10 aprile 1972) è un'attrice spagnola.

## Carriera
La sua carriera è stata strettamente legata alla televisione, in cui ha interpretato una professoressa di attività speciali nella serie televisiva Paso adelante e Vera in Policías, en el corazón de la calle. Ha lavorato anche nel mondo del teatro, mentre al cinema abbiamo potuto vederla in film come Padre no hay más que uno (2019), El mejor verano de mi vida (2018) e Poliamor para principiantes (2021). Dal 2002 è sposata con il regista Jacobo Martos ed è madre di Nicolás.

## Filmografia

### Cinema
- La isla del infierno, regia di Javier F. Caldas (1998)
- Luz de domingo, regia di José Luis Garci (2007)
- Siete minutos, regia di Daniela Fejerman (2009)
- Tiempo sin aire, regia di Andrés Luque e Samuel Martín Mateos (2015)
- Cuento de verano, regia di Carlos Dorrego (2015)
- Mi gran noche, regia di Álex de la Iglesia (2015)
- Incidencias, regia di José Corbacho e Juan Cruz (2015)
- Wild Oats, regia di Andy Tennant (2016)
- Sin rodeos, regia di Santiago Segura (2018)
- El mejor verano de mi vida, regia di Dani de la Orden (2018)
- Goleador - Il mistero degli arbitri addormentati (Los futbolísimos), regia di Miguel Ángel Lamata (2018)
- Yucatán, regia di Daniel Monzón (2018)
- Padre no hay más que uno, regia di Santiago Segura (2019)
- Padre no hay más que uno 2: La llegada de la suegra, regia di Santiago Segura (2020)
- Poliamor para principiantes, regia di Fernando Colomo (2021)
- Specchio, specchio, regia di Marc Crehuet (2022)
- Todos lo hacen, regia di Martín Cuervo (2022)
- Padre no hay más que uno 3, regia di Santiago Segura (2022)
- Fenómenas - Indagini occulte (Phenomena), regia di Carlos Therón (2023)
- ¡Vaya vacaciones!, regia di Víctor García León (2023)
- Lobo, regia di Alfonso Cortés-Cavanillas (2023)

### Televisione
- La casa de los líos – serie TV, episodio 1x04 (1996)
- Manos a la obra – serie TV, episodio 1x14 (1998)
- Compañeros – serie TV, episodi 2x07-4x13 (1998-1999)
- Policías, en el corazón de la calle – serie TV, 81 episodi (2000-2003)
- 7 vidas – serie TV, episodio 6x10 (2003)
- Paso adelante (Un paso adelante) – serie TV, 52 episodi (2003-2005)
- Tirando a dar – serie TV, 7 episodi (2006)
- El síndrome de Ulises – serie TV, 26 episodi (2007-2008)
- Con el culo al aire – serie TV, 42 episodi (2012-2014)
- 4 mamme per un delitto (Señoras del (h)AMPA) – serie TV, 26 episodi (2019-2021)
- 4 estrellas – serie TV, 167 episodi (2023-2024)

## Doppiatrici italiane
- Francesca Fiorentini in Paso adelante, Specchio, specchio
- Rossella Acerbo in 4 mamme per un delitto
- Vanina Marini in Fenómenas - Indagini occulte

## Teatro
- 5 mujeres .com (2003)
- Ana en el trópico (2005)
- El invierno bajo la mesa (2006)
- El Método Grönholm (2007)